# Unione Sportiva Anconitana 1970-1971
Questa pagina raccoglie le informazioni riguardanti l'Unione Sportiva Anconitana nelle competizioni ufficiali della stagione 1970-1971.

## Rosa
| N. |                   | Ruolo | Calciatore           |
| -- | ----------------- | ----- | -------------------- |
|    | Italia (bandiera) | C     | Corrado Albicocco    |
|    | Italia (bandiera) | A     | Pier Angelo Ballario |
|    | Italia (bandiera) | A     | Giancarlo Bellisari  |
|    | Italia (bandiera) | D     | Giuseppe Bonvicini   |
|    | Italia (bandiera) | D     | Bruno Bussolari      |
|    | Italia (bandiera) |       | Camborata            |
|    | Italia (bandiera) | D     | Massimo Capoccia     |
|    | Italia (bandiera) | C     | Sergio Carpanesi     |
|    | Italia (bandiera) | P     | Roberto Casazza      |
|    | Italia (bandiera) | A     | Beniamino Di Giacomo |
|    | Italia (bandiera) | P     | Enzo Di Giorgio      |
|    | Italia (bandiera) | C     | Gianni Di Mercurio   |

| N. |                   | Ruolo | Calciatore         |
| -- | ----------------- | ----- | ------------------ |
|    | Italia (bandiera) | D     | Gianni Gasparoni   |
|    | Italia (bandiera) |       | Luzi               |
|    | Italia (bandiera) | C     | Gastone Marchi     |
|    | Italia (bandiera) | C     | Ovidio Michelin    |
|    | Italia (bandiera) |       | Monaldi            |
|    | Italia (bandiera) | C     | Antonio Petraccini |
|    | Italia (bandiera) | D     | Pinuccio Petta     |
|    | Italia (bandiera) | C     | Luigi Plutino      |
|    | Italia (bandiera) | A     | Renzo Valbonesi    |
|    | Italia (bandiera) | C     | Pier Nicola Troli  |
|    | Italia (bandiera) | C     | Walter Zironi      |